# Goldegg Verlag
Der Goldegg Verlag ist ein deutsch-österreichischer Sachbuchverlag mit Sitz in Berlin und Wien.

## Geschichte
Der Verlag wurde 2002 von Elmar Weixlbaumer in der Wiener Goldeggasse gegründet, die dem Verlag auch seinen Namen gab. Seit 2008 leitet Verena Minoggio als Verlagsleiterin das Programm und ist für die Publikationen verantwortlich. Elmar Weixlbaumer ist weiterhin als Geschäftsführer tätig.
2009 wurde die Division Goldegg Consulting gegründet, die sich mit der Beratung von Unternehmen im Bereich Corporate Publishing beschäftigt.
Ebenfalls zur Unternehmensgruppe gehört der Trainingsanbieter Goldegg Training Medienakademie, die für Autoren, Lektoren, Verlage, Journalisten und Grafiker etc. medienspezifische Ausbildungen anbietet.
Im Jahr 2012 eröffnete der Goldegg Verlag in der Friedrichstraße in Berlin seinen zweiten Firmensitz.
Im Jahr 2025 weist die Publikationsliste des Verlags 771 lieferbare Titel aus. Der Großteil ist auch als E-Books erhältlich. Die Bücher sind in der Bundesrepublik Deutschland, Österreich und der Schweiz erhältlich. 
Der Goldegg Verlag ist der Veranstalter des österreichischen Literaturpreises Book Slam, der jährlich im Herbst in Wien stattfindet.

## Verlagsprogramm
Der Goldegg Verlag veröffentlicht Sachbücher aus den Bereichen Gesellschaft, Gesundheit und Wirtschaft.